# Kneiffia spachiana
Kneiffia spachiana là một loài thực vật có hoa trong họ Anh thảo chiều. Loài này được (Torr. & A. Gray) Small mô tả khoa học đầu tiên năm 1896.